# Madison, Wisconsin
Madison är huvudstad i den amerikanska delstaten Wisconsin och administrativ huvudort (county seat) i Dane County. I Madison finns University of Wisconsin–Madison.
Vid 2020 års folkräkning hade Madison 269 840 invånare, vilket gör den till den näst största staden i Wisconsin, efter Milwaukee, och den 80:e största i landet. Räknar man med stadens förorter (urban area) hade Madison 401 661 invånare vid 2010 års folkräkning. Staden utgör kärnan av "Madison Metropolitan Area", vilket inkluderar hela Dane County samt Iowa, Green och Columbia County. Detta storstadsområde hade 680 796 invånare (2020).

## Historia

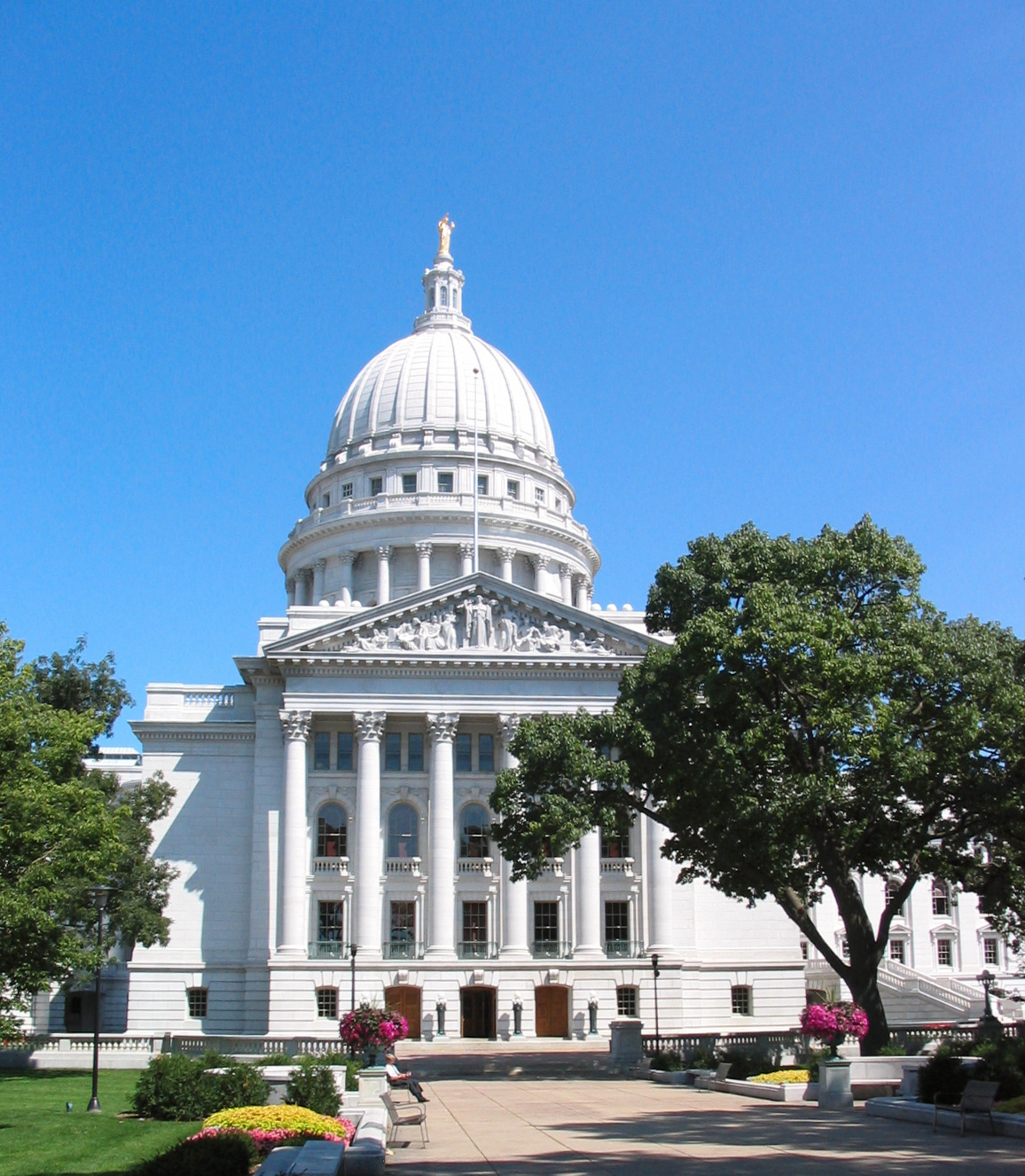
Kapitoliumet i Madison är säte för Wisconsins legislatur.

Madison grundades 1836 då den tidigare federala domaren James Duane Doty köpte ett över 4 km² stort träsk- och skogsområde mellan sjöarna Mendota och Monona, inom Four Lakes-regionen, med mål att bygga upp en ny stad på platsen. Wisconsinterritoriet hade grundats tidigare samma år, och den lagstiftande församlingen var baserad i Belmont. En av församlingens mål var att välja en permanent plats där de kunde ha territoriets huvudstad. Doty tyckte att de skulle låta Madison vara huvudstad, med löften om att låta inflyttarna få rabatter. Trots att Madison endast var en stad på papperet röstade församlingen den 28 november fram Madison som huvudstad på grund av dess belägenhet mellan den nya och växande staden Milwaukee i öst, och den väletablerade staden Prairie du Chien i väst. Staden låg också mellan de väletablerade gruvregionerna i sydväst och Wisconsins äldsta stad, Green Bay i nordväst. Staden namngavs efter James Madison, en mycket omtyckt grundlagsfader som just avlidit.
Det första spadtaget för byggandet av Wisconsin State Capitol gjordes 1837 och Wisconsins legislatur möttes där första gången 1838. Madison fick byrättigheter 1846 med sina 626 invånare. Då Wisconsin blev en av USA:s delstater 1848 fortsatte Madison vara dess huvudstad, och blev hem för University of Wisconsin–Madison. Milwaukee & Mississippi Railroad (en föregångare till vad som skulle bli känt som järnvägen Milwaukee Road) anslöts till Madison 1854. Madison fick stadsrättigheter 1856 med 6 863 invånare. Det ursprungliga kapitoliumet brann ned 1904 och den nuvarande byggnaden började byggas 1906.
Under amerikanska inbördeskriget fungerade Madison som centrum för Nordstatsarmén i Wisconsin. Knutpunkten för gatorna Milwaukee, East Washington, Winnebago och North är kända som Union Corners, eftersom en taverna låg där och var det sista stoppet för Union-soldaterna innan de gick till strid mot konfederaterna. Camp Randall byggdes och användes som träningsläger, ett militärsjukhus och ett fängelseläger för tillfångatagna konfederata soldater. Efter krigets slut revs Camp Randall och marken användes för att bygga University of Wisconsin. Camp Randall Stadium byggdes på platsen 1917 och hade fram till 2004 en militär skjutbana bakom fotbollsplanen.
Madison fortsatte att växa under 1900-talet. I dag är Madison Wisconsins näst största stad och fortsätter att växa.

## Geografi

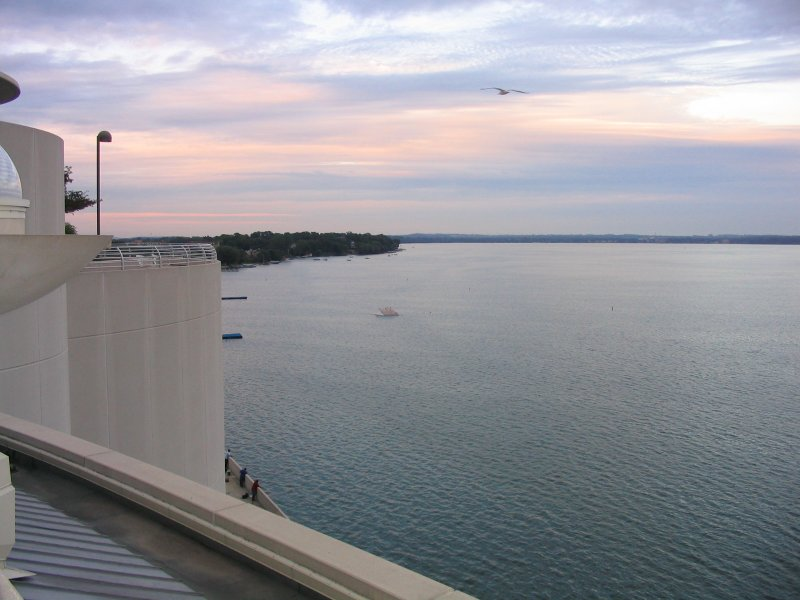
Vy över Lake Monona från Monona Terrace.

Madison ligger i mitten av Dane County i södra delen av centrala Wisconsin, 124 kilometer väster om Milwaukee. Madison ligger 197 kilometer nordväst om Chicago. Staden omringar helt Town of Madison samt byarna Maple Bluff och Shorewood Hills samt staden Monona. Madison delar gräns med sin största förort, Middleton, och tre andra samhällen, McFarland, Sun Prairie och Fitchburg. Stadsområdet täcker också byarna Verona och Waunakee.
Enligt United States Census Bureau har Madison en area på 261,50 km², varav 55,41 km² (21,19 %) är vatten (2020).
Staden beskrivs ibland som The City of Four Lakes, eftersom den ligger nära fyra sjöar utmed Yaharafloden: Lake Mendota (fjärde sjön), Lake Monona (tredje sjön), Lake Waubesa (andra sjön) och Lake Kegonsa (första sjön), trots att Waubesa och Kegonsa egentligen inte ligger i Madison utan strax söder om staden. En femte, mindre sjö, Wingrasjön, ligger också i staden, men inte vid Yaharafloden. Stadens centrum ligger på ett näs mellan sjöarna Mendota och Monona, men staden har sedan länge expanderat. Yaharafloden mynnar ut i Rockfloden, vilken i sin tur mynnar ut i Mississippifloden.

### Klimat
Madison, och den södra delen av Wisconsin, har ett tempererat klimat, eller mer specifikt, ett fuktigt kontinentalklimat (Köppen: Dfa), karaktäriserat av stora temperaturskillnader. Vintrarna har temperaturer med åtskilliga minusgrader, med måttliga men ibland kraftiga snöfall. Somrarna har ofta temperaturer över 30 °C och mycket hög luftfuktighet är vanligt förekommande.

## Demografi
Vid folkräkningen 2020 hade Madison 269 840 invånare och 114 096 hushåll i staden. Befolkningstätheten är 1 309 invånare per kvadratkilometer. Av befolkningen finns det 71,02 % vita, 7,42 % svarta/afroamerikaner, 0,49 % ursprungsamerikaner, 9,51 % asiater, 0,06 % oceanier, 3,76 % från andra raser samt 7,75 % från två eller flera raser. 8,67 % av befolkningen var latinos.
Vid 2010 års folkräkning fanns det 102 516 hushåll av vilka 22,2 % hade barn under 18 år som bodde hemma. 35,1 % var gifta par som bodde ihop, 8,4 % var en kvinna utan make, 3,2 % var en man utan maka och 53,3 % hade ingen familj. 36,2 % av alla hushåll utgjordes av ensamstående personer och 7,5 % bestod av en ensamlevande personer över 65 år gamla. Medelhushållet bestod av 2,17 personer och en medelfamilj hade 2,87 medlemmar.
Stadens befolkning utgörs av 17,5 % under 18 år, 19,6 % mellan 18 och 24, 31,4 % mellan 25 och 44, 21,9 % mellan 45 och 64 och 9,6 % över 65 år. Medianåldern i staden är 30,9 år. 50,76 % av invånarna var kvinnor och 49,24 % män.
Vid folkräkningen 2000 var medianinkomsten för ett hushåll 41 941 amerikanska dollar ($), och medianinkomsten för en familj 59 840 $. Män hade en medianinkomst på 36 718 $ och kvinnor 30 551 $. Inkomst per capita i staden var 23 498 $. Omkring 5,8 % av familjerna och 15,0 % av invånarna var under fattigdomsgränsen, av vilka 11,4 % av dessa var under 18 år, och 4,5 % över 65 år.
Storstadsområdet Madison hade vid 2020 års folkräkning 680 796 invånare, vilket gör det till det näst folkrikaste i Wisconsin efter Milwaukee. Dane County är också ett av de snabbast växande i Wisconsin.

## Kultur
Tidningen Money rankade Madison som den bästa platsen att bo på i USA. Staden har ofta rankats bland de högsta platserna följande år, där stadens låga arbetslöshet är en bidragande faktor.
State Street är Madisons mest centrala gata, och går mellan University of Wisconsins campus till Capitol Square. Längs denna gata finns restauranger, kaféer och affärer. Endast fotgängare, bussar, polisbilar, leveransfordon och cyklar är numera tillåtna på gatan (som ursprungligen var en vanlig affärsgata).
Dane County Farmers' Market hålls varje lördagsmorgon under sommaren kring Capitol Square. På onsdagskvällarna vid samma torg på sommaren ger Wisconsin Chamber Orchestra gratiskonserter inför en publik på Capitols gräsmatta. The Great Taste of the Midwest Craft Beer Festival, den näst äldsta ölfestivalen i sitt slag i Nordamerika, hålls den andra lördagen i augusti och de högt eftertraktade biljetterna tar slut på ett fåtal timmar när de släpps i maj.
Madison fick utmärkelsen "sundaste staden" i USA av tidningen Men's Journal. Flera större gator i Madison har markerade cykelbanor och staden har ett av de mest utvecklade cykelbanenäten i USA.

## Politik
Madison förknippas med Robert M. La Follette och United States Progressive Party of 1924. La Follettes tidning, The Progressive, grundades 1909 och ges ut i Madison fortfarande. Stadens väljare har stöttat det Demokratiska partiet i de nationella valen under andra halvan av 1900-talet och därefter. En liberal eller progressiv majoritet är generellt vald till kommunnämnden.
Madisons stadspolitik har dominerats av liberala aktivister och progressiva ideologier, främst i stadskärnan och i de östra delarna av staden. 1992 grundades ett tredje progressivt parti, Progressive Dane. Detta parti har flera mandat i Madison City Council och Dane County Board of Supervisors, och är allierat blandat med de demokratiska och gröna partierna.
Stadens väljare har också som helhet varit mycket mer liberala än väljare i övriga Wisconsin. Till exempel röstade 76 procent av Madisons väljare ja vid 2006 års omröstning om samkönat äktenskap, medan 59 % av väljarna i övriga Wisconsin röstade ja.

## Polisväsende
Staden Madisons poliskår hade år 2007 408 poliser och 92 civilanställda. Cheif of Police (polismästaren) biträds av två Assistant Chief of Police (biträdande polismästare), den ene chef för den operativa avdelningen, den andre för den administrativa. Stadens område är indelat i fem vaktdistrikt med en polisstation i varje distrikt. Vaktdistrikten står under befäl av en Captain (polisintendent) som biträds av en Patrol Lieutenant (ordningskommissarie) och en Lieutenant of Detectives (kriminalkommissarie). En Officer In Charge (OIC) (vakthavande befäl), vanligen en Lieutenant (poliskommissarie), leder all operativa ordningspolisverksamheten i staden. Varje vaktdistrikt har en Community Policing Team (närpolisgrupp) om 5-6 polisassistenter och en Sergeant (polisinspektör). Investigative Services (centrala kriminalsektionen)  står under befäl av en polisintendent och består kriminalunderrättelseenhet, brottsförebyggande enhet, enhet för narkotikabrott och gängkriminalitet i hela Dane County samt kriminalteknisk enhet. Trafikpolisen lyder under den administrativa avdelningen.

## Ekonomi
Wisconsins delstatsadministration och University of Wisconsin-Madison är de två främsta arbetsgivarna i Madison. Madison utvecklas i dag från en ekonomi baserad på offentlig sektor mot en ekonomi baserad på konsumenttjänster och högteknologi, särskilt inom hälsa, bioteknologi och annonsmarknad/reklam.[källa behövs] Sedan början av 1990-talet har Madison haft en stabil ekonomisk tillväxt och har varit mindre påverkad av lågkonjunkturer än övriga Wisconsin.[källa behövs]
Enligt Wisconsin State Journal planerar Madison och Milwaukee ett samarbete för att försöka få fler företag att satsa i regionen. En av många förhoppningar med detta är att en regional tågförbindelse öppnas. I takt med att de båda städerna växer närmare varandra har regionen ibland kallats "Madwaukee". Den större regionen, där även Chicago och Minneapolis-St. Paul ingår, har omnämnts som "Circle City".

## Utbildning
I Madison finns University of Wisconsin–Madison, samt Edgewood College, Madison Area Technical College, Herzing College och Madison Media Institute, och har därmed omkring 50 000 studenter i staden. Den största delen av dessa studenter, omkring 41 000, studerar vid University of Wisconsin. Detta gör också universitetet till ett av de största allmänna universiteten i landet.

## Transport

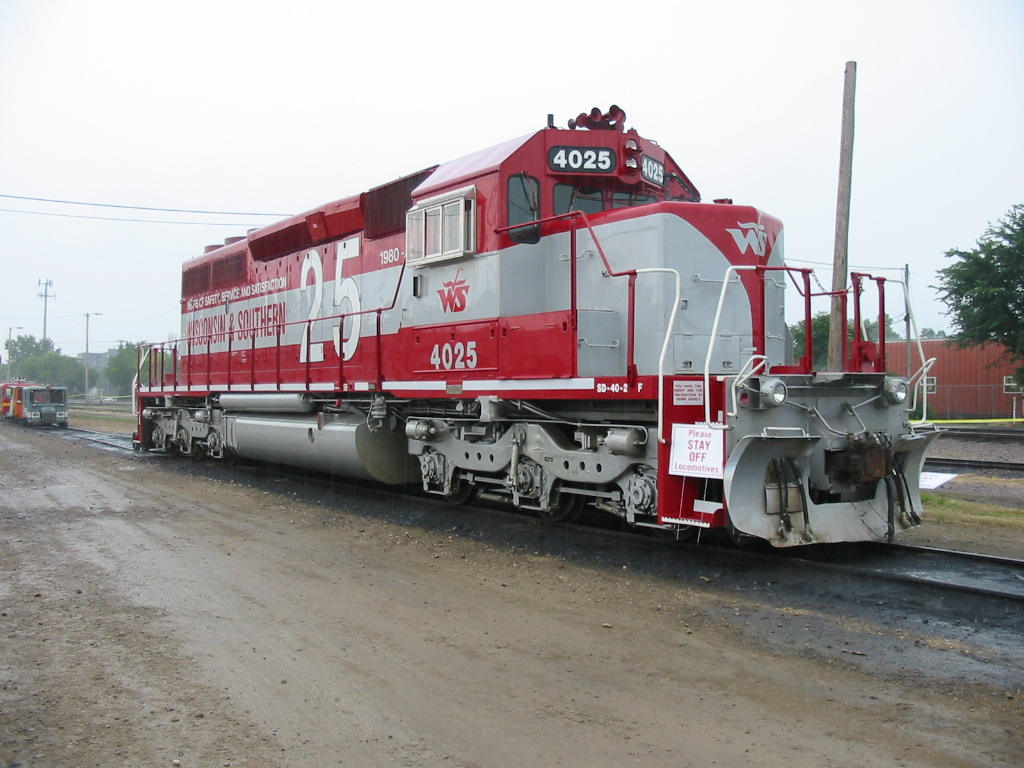
Ett lok från Wisconsin and Southern Railroad i Madison den 23 juli 2005.

Madison servas av Dane County Regional Airport, vilken har fler än 100 flygningar varje dag, och närmare 1,6 miljoner passagerare varje år. Madison Metro sköter busstrafik runt staden samt några städer omkring.
En pendelsnabbspårväg har blivit föreslagen, som ska gå mellan sjöarna och längs universitetcampusen. Detta projektet ligger dock fortfarande[när?] under behandling. Ett höghastighetståg från Chicago genom Milwaukee och Madison till Minneapolis och St. Paul i Minnesota har också blivit föreslaget som en del av Midwest Regional Rail Initiative. Regionala bussar mellan Madison och Milwaukee, Janesville, Beloit och i Illinois: Rockford, O'Hare International Airport och Chicago finns också.
Järnvägsgods i Madison sköts av Wisconsin and Southern Railroad (WSOR), vilka har funnits sedan 1980. Några av de föreslagna snabbspårvägarna och pendeltågen skulle kunna använda delar av de existerande spåren, som linjen mellan Kohl Center och Middleton. Begränsad pendeltågstrafik testades längs denna linje under det tidiga 2000-talet som "fotball specials". Tågen tog resenärer från Middelton-depån till Camp Randall Stadium för att minska problemen med brist på parkeringsplatser under matchdagar.
Motorvägarna Interstate 39, 90 och 94 går genom Madison och förbinder staden med Milwaukee, Chicago och Minneapolis-Saint Paul.

## Vänorter
Madison har följande vänorter:
- Arcatao, El Salvador
- Bahir Dar, Etiopien
- Camagüey, Kuba
- Freiburg im Breisgau, Tyskland
- Kanifing, Gambia
- Mantua, Italien
- Obihiro, Japan
- Tepatitlán de Morelos, Mexiko
- Vilnius, Litauen